# 三遊亭はらしょう
三遊亭 はらしょう（さんゆうてい はらしょう、1977年12月4日 - ）は、落語家、作家、俳優である。兵庫県神戸市出身。

## 人物
大阪・京都で俳優として活動。特に京都ではハラダリャンの芸名で、一人芝居（一人群像劇）で知られる。2001年に活動開始。
一人芝居の代表作に『机上のゾウ論』、『ドードー鳥の飼育』（原作は薄井ゆうじの小説）など。
小劇場演劇への客演では、『他人（初期化する場合）』（作・演出：山口茜）や、『旅行者』『書庫』（作・演出：田辺剛）などがある。
『旅行者』と『書庫』の演技により、第11回・関西現代演劇俳優賞にノミネートされる。
映画出演作品に『パッチギ!』（監督・井筒和幸）、ドラマ出演作品に『瞳』（NHK朝の連続テレビ小説）、『原宿ドラゴン』（TOKYO MX）などがある。
2009年4月、落語家・三遊亭圓丈に入門。
2015年から東京演芸協会に所属。ドキュメンタリー落語家として活動。
古典でも新作でもない、実話を落語形式で語る、第三の落語「ドキュメンタリー落語」を多数発表。
放送作家としては、三遊亭円丈の新作落語「牛肉少年」の原作ほか、古今亭菊志ん、キャプテン渡辺、などにネタを提供。
2013年には、自らがメガホンをとった、映画『ジャカルタ』を、ゆうばりファンタスティック映画祭に向けて製作した（監督・脚本・共同編集・出演）（共演者：中村健、よこえとも子　ほか）。
2024年3月28日に東京地裁で開廷された、松本人志の損害賠償請求等訴訟の傍聴券を36倍の抽選の中、勝ち抜き、翌日、阿佐ヶ谷ロフトAにて「ドキュメンタリー落語・松本人志第一回口頭弁論」を発表した。
N'夙川BOYSのシンノスケBOYsは、親戚である。

## 著書
- 『俺とシショーと落語家パワハラ裁判』 三遊亭はらしょう（著）、吉原馬雀（監修） 彩流社 2025年2月  ISBN 978-4779130267 [2]